# Ubisoft
Ubisoft Entertainment (tidligere Ubi Soft) er et selskab, der udgiver og udvikler computerspil. Deres hovedkvarter ligger i Montreuil i Frankrig. I 2009 havde Ubisoft 5000 ansatte, hvoraf 4000 kategoriseres som arbejdende i produktion.
Selskabet har afdelinger i over 20 lande, inklusive udviklingsstudioer:
- Montreal og Québec i Canada
- Barcelona i Spanien
- Shànghăi i Kina
- North Carolina i USA
- Düsseldorf i Tyskland
- Sofia i Bulgarien
- Bukarest i Rumænien
- Casablanca i Marokko
- Milano i Italien
- M.fl.

I  2004 var Ubisoft den tredje største uafhængige spiludgiver i Europa og den syvende største i USA.
Ubisoft har lavet flere store spil-franchises, her i blandt Assassin's Creed, Far Cry og Rainbow Six-spillene.
Ubisoft er mest kendt for deres Open World-spil, hvor de f.eks. i Assassin's Creed-spillene har genskabt mange forskellige historiske byer og lande.